# Guignecourt
Guignecourt é uma comuna francesa na região administrativa de Altos da França, no departamento de Oise. Estende-se por uma área de 4,62 km². Em 2010 a comuna tinha 385 habitantes (densidade: 83,3 hab./km²).